# Al-Ichlās

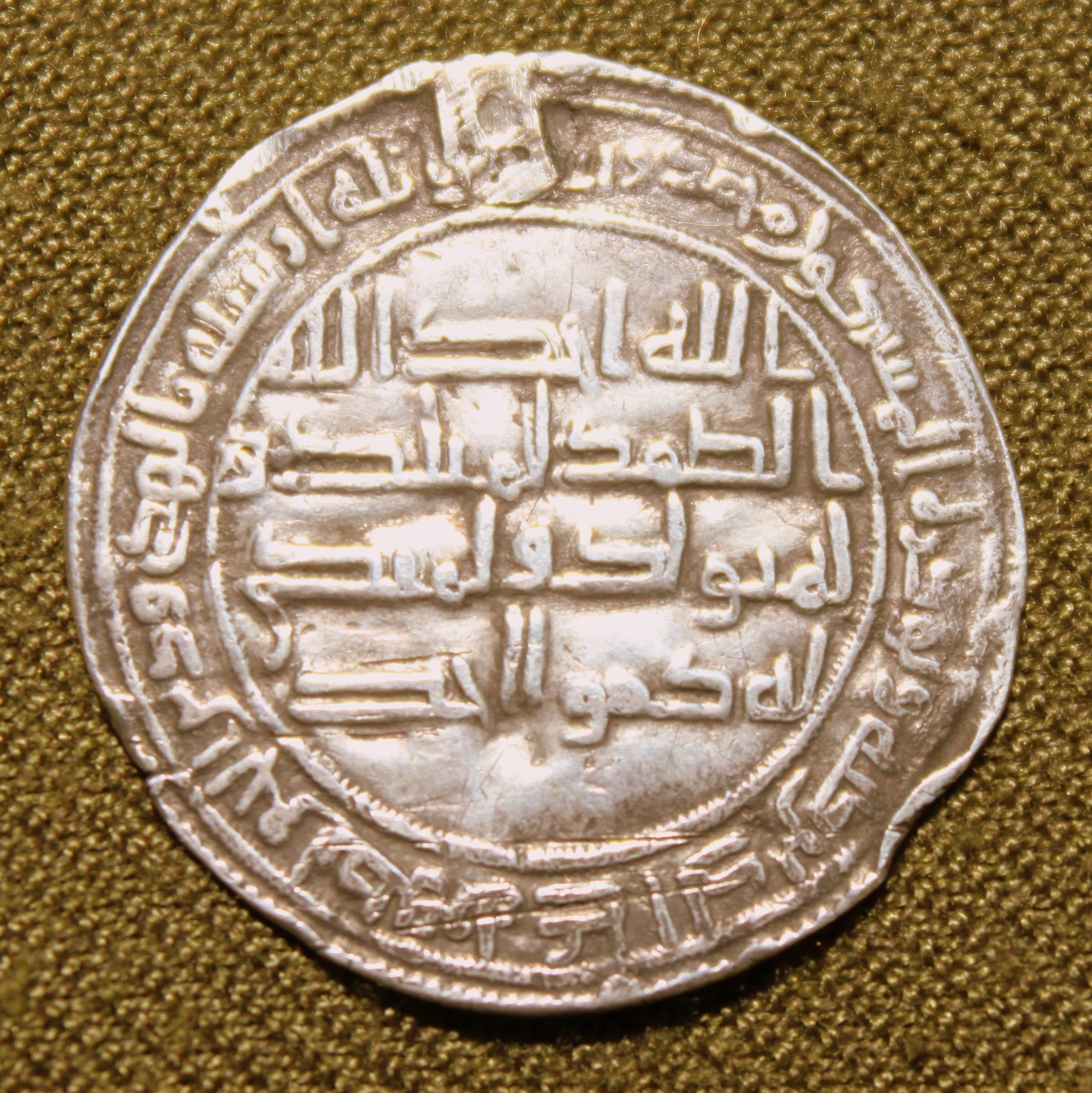
Die Surat al-Ichlas findet sich auf Münzen der Umayyaden, wie auf diesem 740/41 in Derbent geprägten Dirham.

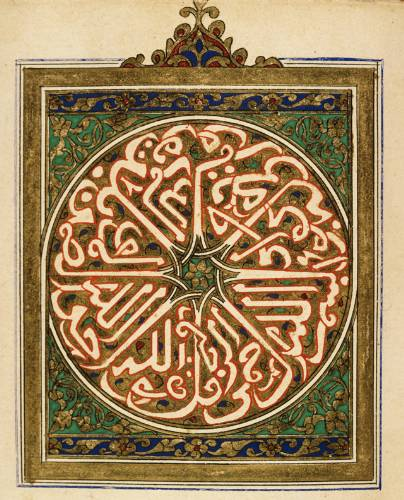
Arabische Kalligraphie der Surat al-Ichlas (Maghreb, 18. Jh.)

Sura al-Ichlas

Al-Ichlas (arabisch الإخلاص, DMG al-iḫlāṣ ‚Der Glaube ohne Vorbehalt‘ [alʔixˈlɒːsˁ]) ist die 112. Sure des Korans und eine seiner kürzesten.
Sie besteht aus vier Versen (ayat) und behandelt das Konzept des Tauhīd (Einheit Gottes). Aufgrund ihres Inhalts heißt diese Sure auch „Tauhīd“ und wegen der dort vorkommenden Bezeichnung Gottes „samad“. Oft dient der erste Vers zur Bezeichnung der gesamten Sure. Die Sure gehört neben der Eröffnungsure al-Fātiha zu den bekanntesten Suren und ist häufig Bestandteil des rituellen Gebetes (salat) im Islam.

## Begriff
Ichlas bedeutet „Ergebenheit, Treue, Aufrichtigkeit, Loyalität“, Das Wort kommt in dieser Sure nicht vor, sondern dient als eine Art Inhaltsangabe. Gemeint ist mit diesem Wort „die religiöse Haltung derer‚ die ihren Glauben ganz auf Gott einstellen‘“. Die Frage, ob al-Ichlas eine mekkanische oder medinensische Sure ist, ist umstritten. In der offiziellen Koranausgabe der Azhar (1924) wird sie als mekkanisch bezeichnet. In den islamischen Koranwissenschaften wird sie aber oft als medinensisch verstanden, weil man den Inhalt als Antwort Mohammeds auf eine Frage der dortigen Juden über das Wesen Gottes verstand.
Die Literatur gibt an,  dass das Wort Ichlas, als IV. Form der dazugehörigen Wurzel (خلص), das Konzept von Reinigung und Hingabe versinnbildlicht. Aus diesem Grund gehöre es zu den einem Muslim innewohnenden Eigenschaften, aufrichtig und hingebungsvoll in seinen religiösen Handlungen zu sein sowie in seiner Beziehung mit Gott und der Gesellschaft, in der er lebt. Der Koran bezeichnet jemanden, der dies tut und seine Verpflichtungen gegenüber Gott erfüllt beispielsweise in der zweiten Sure im Vers 139 als Muchlis. Das Gegenteil dieser Eigenschaften sind Heuchlerei (nifāq) und shirk (Gott etwas beizugesellen). Ichlās setzt Wahrhaftigkeit voraus; gottesdienstliche Handlungen werden in Übereinstimmung mit der eigenen Überzeugung vollzogen. Jedoch geht die Bedeutung des Begriffs noch weit darüber hinaus.

## Text der Sure
قُلْ هُوَ ﭐللهُ أحَدٌ

أللهُ الصَّمَدُ

لَمْ يَلِدْ وَلَمْ يُولَدْ

وَلَمْ يَكُنْ لَهُ كُفُوًا أَحَدٌ
qul huwa llāhu aḥad

allāhu ṣ-ṣamad

lam yalid wa-lam yūlad

wa-lam yakun lahu kufuwan aḥad
Übersetzung und Nachdichtung des Dichters und Orientalisten Friedrich Rückert (1788–1866) gemäß der Reimprosa im arabischen Originaltext:
Sprich: Gott ist Einer,

Ein ewig reiner,

Hat nicht gezeugt und ihn gezeugt hat keiner,

Und nicht ihm gleich ist einer.

## Bedeutung
In Vers 1 wird das monotheistische Prinzip des Islam unterstrichen. Der Vers widerspiegelt auch das jüdische Glaubensbekenntnis Schma Jisrael aus Dtn 6,4 . Vers 3 wird als Absage an die christlichen Auffassungen über die Gottessohnschaft Jesu Christi aufgefasst. Die Bedeutung des Wortes „samad“, bei dem es sich um ein Hapax legomenon handelt, erläutern die Koranexegeten unterschiedlich und in der Koranforschung ist sie ebenfalls umstritten.
Eine mögliche Interpretation ist „jemand, der von allen Bedürfnissen (Essen, Trinken, Verdauung) frei ist“, aber auch „Herr“, „Führer“ oder „oberste Instanz“, was dahingehend umschrieben wird, dass alles im Universum von Allāh abhängig ist, er jedoch von nichts abhängt. Im I. Stamm hat das Wort auch sinngemäß die Bedeutung „sich begeben“ oder „sich etwas zuwenden“, die ersten beiden Verse könnten also dahingehend verstanden und interpretiert werden, dass Allāh der einzige Gott ist, dem man sich zuwenden muss. Eine andere Interpretation gibt der Berliner Arabist und Orientalist Friedrich Dieterici in seinem Werk Arabisch-Deutsches Handwörterbuch zum Koran und Thier und Mensch mit „Gott, der Unwandelbare“ an.
Als 697 der umayyadische Kalif ʿAbd al-Malik zum ersten Mal islamische Münzen prägen ließ, trugen diese auf der Rückseite als Aufschrift den Text der Sure. Auch in drei der vier erhaltenen Inschriften des von ʿAbd al-Malik errichteten Felsendoms erscheint die Sure.
Im Volksglauben wird der Sure auch eine Schutzfunktion zugesprochen. In Marokko dient diese Sure als Amulett gegen den bösen Blick, vorausgesetzt, sie ist von einem jungen Mann mit dem Namen Muhammad oder Ahmad aufgeschrieben worden.

## In den Ahadith
Einigen Ahadith zufolge (unten eine kleine Auswahl) ist Sura Al-Ichlās eine wichtige und ehrenwerte Sure des Quran:
- Abu Said Al-Khudri berichtete: Ein Mann hörte einen anderen Mann wiederholt rezitieren: „Sprich: Er ist Allah, der Eine.“ (112.1) Als es Morgen wurde, ging er zum Propheten und informierte ihn darüber, als ob er der Meinung wäre, dass die Rezitation dieser Sure allein nicht ausreichend sei. Der Gesandte Allahs sagte: „Bei dem, in Dessen Hand mein Leben ist, sie ist einem Drittel des Korans gleichwertig.“[16]
- Der Prophet entsandte (eine Armeeeinheit) unter dem Kommando eines Mannes, der seine Gefährten im Gebet anzuleiten pflegte und seine Rezitation stets mit (der Sure 112) beendete: „Sprich: Er ist Allah, der Eine.“ (112.1) Als sie (von der Schlacht) zurückkehrten, erwähnten sie dies dem Propheten gegenüber. Er sagte (zu ihnen): „Fragt ihn, warum er das tut.“ Sie fragten ihn, und er antwortete: „Ich tue dies, weil sie die Eigenschaften des Barmherzigen erwähnt, und ich liebe es, sie (in meinem Gebet) zu rezitieren.“ Der Prophet sagte (zu ihnen): „Sagt ihm, dass Allah ihn liebt.“[17]
- Der Prophet fragte seine Gefährten: „Ist es für einen von euch schwierig, ein Drittel des Korans in einer Nacht zu rezitieren?“ Dieser Vorschlag war für sie schwierig, und so sagten sie: „Wer von uns hat die Kraft dazu, o Gesandter Allahs?“ Der Gesandte Allahs antwortete: „‚Allah, der Eine, der Absolute, von Dem alle Geschöpfe abhängig sind.‘ (Sure Al-Ikhlas 112.1 bis zum Ende) ist einem Drittel des Korans gleichwertig.“[18]